# Beatrice Wood
Beatrice Wood, född 3 mars 1893 i San Francisco i Kalifornien, död 12 mars 1998 i Ojai i Kalifornien, var en amerikansk målare, skådespelare, keramiker, skulptör och författare, förknippad med den amerikanska dadaismen.

## Biografi
Beatrice Wood föddes i en välbärgad societetsfamilj. Mot föräldrarnas vilja ägnade hon sig åt bildkonst. Hon utbildade sig till målare vid Académie Julian i Paris, och även till skådespelare vid Comédie-Française. Hon återvände till USA vid första världskrigets utbrott 1914 och tillhörde ett franskt skådespelarkompani i New York. Där blev hon också bekant med Marcel Duchamp och Henri-Pierre Roché. Av dem introducerades hon till dadaismen 1916. De tre samarbetade i lanserandet av tidskriften The Blind Man, som var ett tidigt språkrör för dadaism i USA. 
Som kvinna var hon mest engagerad i Roché, men alla tre levde i ett triangelförhållande, vilket biografer har liknat vid det som skildras i Rochés roman Jules och Jim från 1956 (filmatiserad 1962).
Beatrice Wood träffade i New York också konstsamlarna Walter och Louise Arensberg vilka blev vänner för livet. Runt dem bildades en grupp konstnärer, romanförfattare och poeter. I denna ingick bland andra Man Ray och Francis Picabia. Beatrice Woods kontakt med denna konstnärskrets gav henne smeknamnet "Mama of Dada".
I början av 1940-talet flyttade Beatrice Wood till Los Angeles i Kalifornien, där hon lärde sig dreja, bland andra för Gertrude och Otto Natzler. Hon utvecklade så småningom en egen glasyrmetod. Hon arbetade också med skulptur under 1930- och 1940-talen.
År 1947 slog hon sig ned i Ojai i Kalifornien för att vara i närheten av den indiske gurun Jiddu Krishnamurti. Hon tillhörde livet ut Teosofiska samfundet. Vid 90 års ålder debuterade hon som författare, uppmuntrad av sin vän Anaïs Nin. Hennes mest kända bok är självbiografin I Shock Myself från 1985. Hon dog vid 105 års ålder.

## Galleri

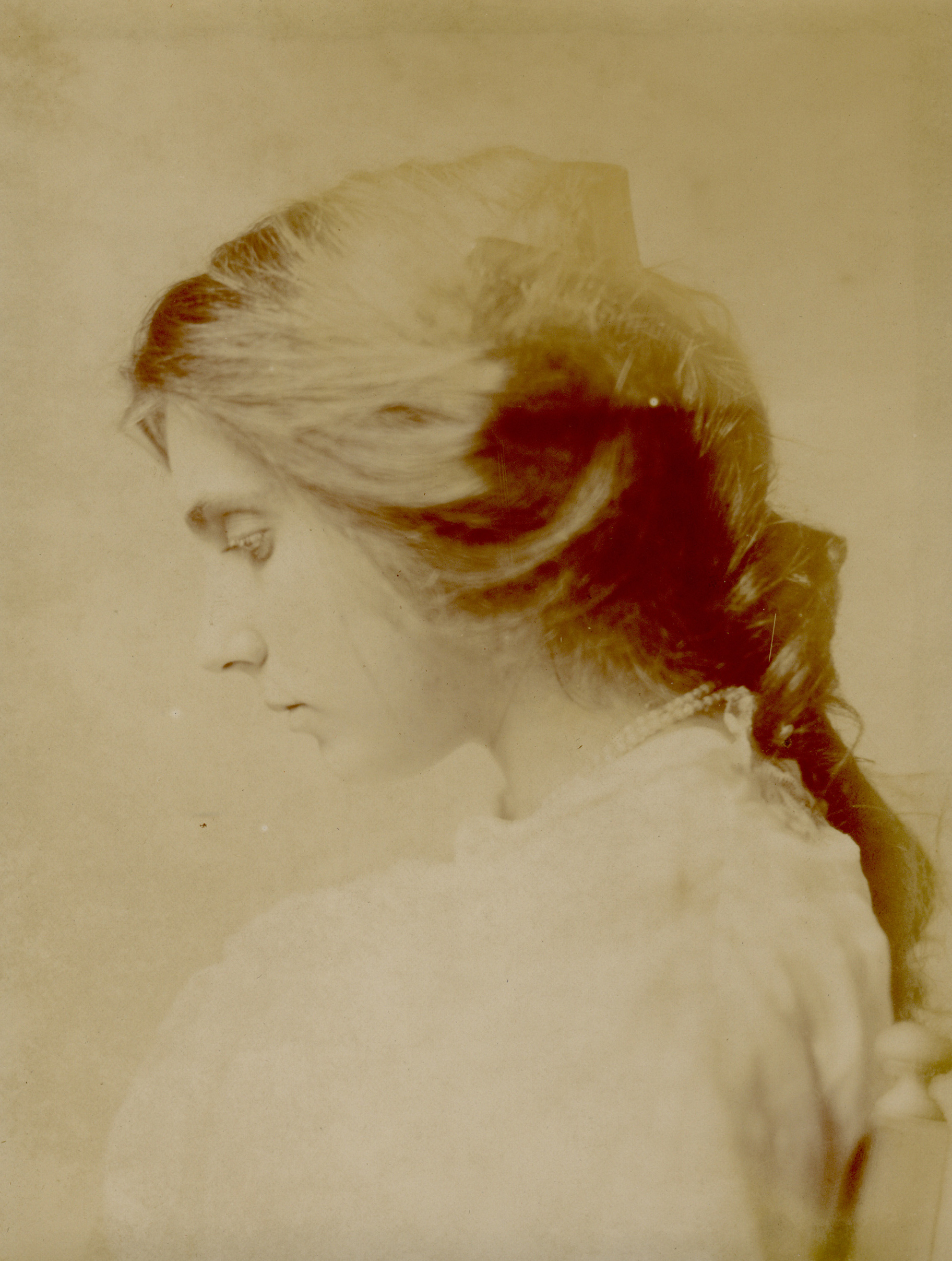
Beatrice Wood (1908)
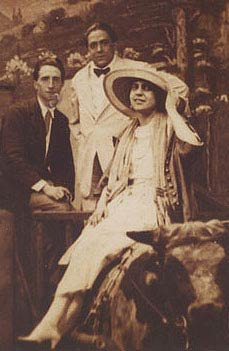
Beatrice Wood tillsammans med Francis Picabia (stående) och Marcel Duchamp i New York (1917)
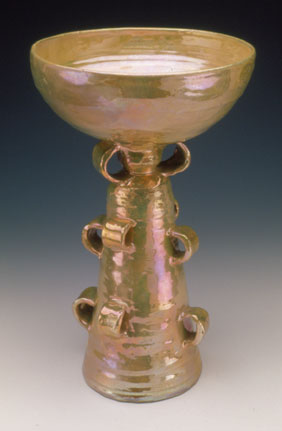
Kalk av Beatrice Wood
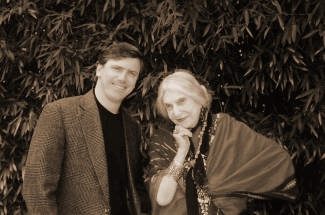
Tom Neff och Beatrice Wood i Ojai (1993)